# Wajiha Rastagar

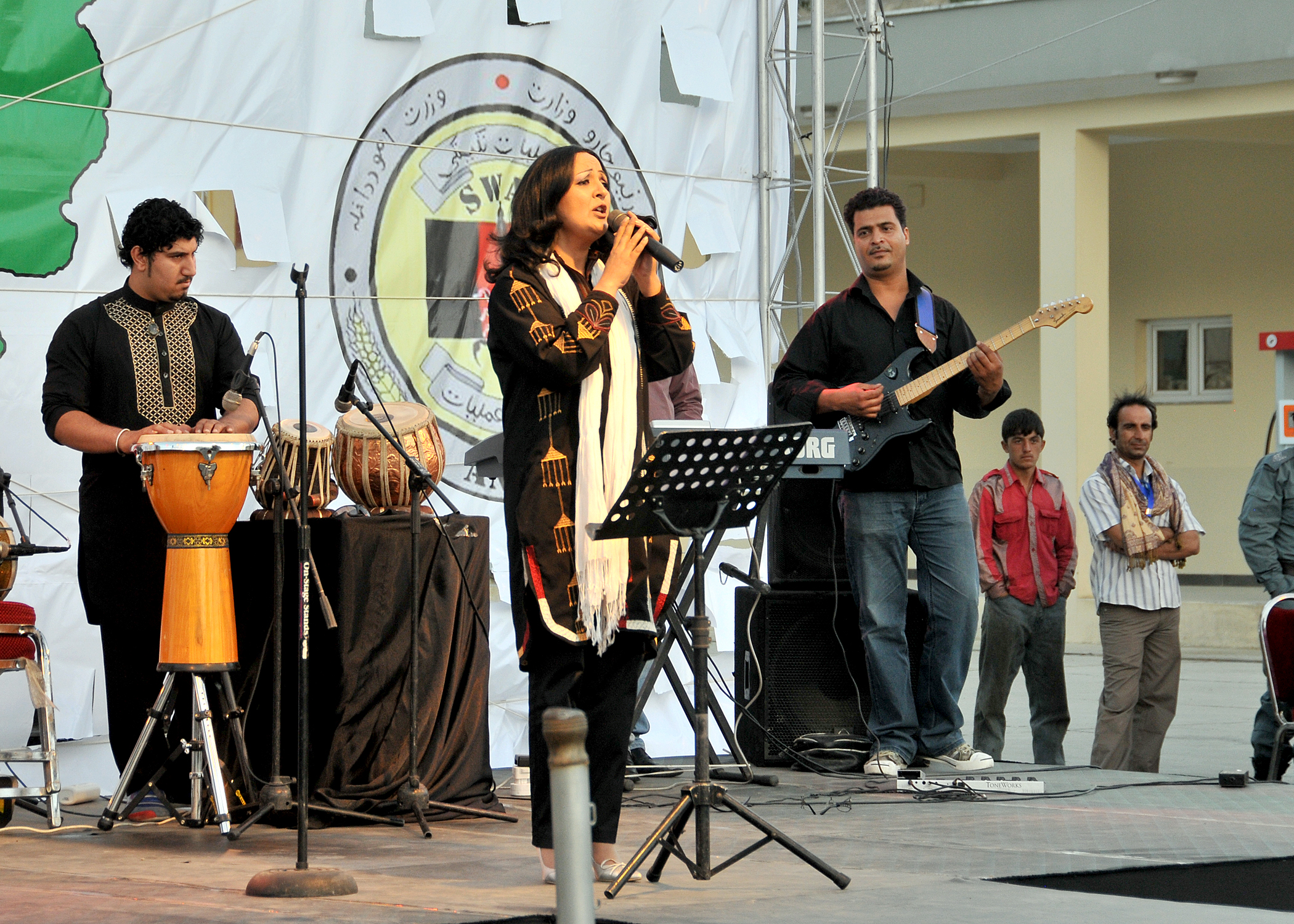
Auftritt von Wajiha Rastagar vor ANCOP-Mitgliedern in Kabul (2010)

Wajiha Rastagar (* 12. Mai 1967, persisch وجيهه رستگار) ist eine Sängerin aus Afghanistan. Sie lebt seit 1992 in Deutschland und ist mit dem Sänger und Komponisten Farid Rastagar verheiratet. Sie hat insgesamt fünf Alben veröffentlicht und ist Jurorin bei Afghan Star, einer afghanischen Castingshow mit bis zu 12 Millionen Zuschauern.
In den 1980er Jahren coverte sie das Lied Ego in The Night von Suzi Quattro.